# Яхненки
Яхненки — родина багатих українських промисловців-цукрозаводчиків, походила з заможних селян-кріпаків з міста Сміли (нині Черкаська область).
Глава роду Михайло, розбагатівши завдяки торгівлі, викупив з кріпосної неволі себе і свою родину. Після цього Яхненки займались гуртовою торгівлею, промисловими виробами, худобою, хлібом.
У 1820-х і 1803-х роках сини Михайла — Кіндрат, Терентій та Степан разом з Федором Симиренком, чоловіком їхньої сестри Анастасії, будують та орендують млини у Смілі та Умані, а на початку 1840-х років створили фірму «Брати Яхненки і Симиренко», керівниками якої стали Кіндрат Михайлович Яхненко та Федір Симиренко. Фірма збудувала 1843 року у селі Ташлику першу в Україні парову цукроварню. У 1842 Яхненки стають торговцями першої гільдії по місту Одеси, а у 1856 вся родина була удостоєна звання почесних громадян «за капіталом».
Одночасно була заснована невеличка ремонтна майстерня, яка згодом переросла в потужний машинобудівний завод, що виробляв техніку для цукроварень краю. На ньому було побудовано також два пароплави, один з яких мав назву «Україна».
Фірма «Брати Яхненки і Симиренко» швидко розбудувалася, нараховуючи 1861 року близько 4 мільйонів карбованців майна з рафінадним заводом у Городищі (Київська губернія), що переважав усі аналогічні підприємства в Російській імперії, цукроварнями у селах Руська Поляна та Ташлику, млинами, двома пароплавами та будинками у Києві, Харкові, Одесі, Ростові тощо. 1848 року поблизу села Млієва (Черкащина) було побудовано семиповерхову цукроварню — найбільшу в Європі.1859 року до них у гості завітав Тарас Шевченко.
У зв'язку з кризою цукрової промисловості та нестачею кредитів у пореформенний період фірма Яхненка та Симиренка занепала у середині 1860-х років.

## Вшанування пам'яті
- В Черкасах існує провулок Братів Яхненків[1]
- Вулиця Яхненківська (колишня Комінтерну) в Дніпрі[2]